# Jonathan Saunders
Jonathan Saunders (Glasgow, 1977) è uno stilista britannico, meglio conosciuto per i suoi tessuti stampati e l'utilizzo di tecniche tradizionali di serigrafia. Saunders è stato nominato come stilista scozzese dell'anno agli Scottish Style Awards nel 2005, e stilista britannico dell'anno agli Elle Style Awards nel 2008. Fra le celebrità ad aver indossato abiti di Jonathan Saunders si possono citare Madonna, Kylie Minogue, Sienna Miller e Michelle Obama.

## Carriera
Saunders si diploma presso la scuola d'arte di Glasgow nel 1999 con un bachelor in tessuti stampati, ed ha continuato a guadagnandosi un master sul soggetto presso la Central Saint Martins College of Art and Design nel 2002. La sua collezione di laurea, che consiste in una serie di caffetani in chiffon stampati in colori sgargianti ispirati alla copertina dell'album Yellow Submarine dei Beatles, gli fa vincere il Lancôme Colour Award 2002. Ad appena due giorni dalla sua laurea, Saunders fu incaricati di disegnare alcune fantasie per Alexander McQueen; che furono utilizzate per la collezione di McQueen del 2003. Saunders fu anche assunto come consulente per la casa di moda Chloé, e per Pucci sotto la direzione di Christian Lacroix.
Saunders debutta in occasione della settimana della moda di Londra a settembre 2003. L'edizione britannica della rivista Vogue utilizza uno dei modelli di Saunders per la copertina di gennaio 2004, ed Harrods ed Harvey Nichols iniziano ad ordinare i suoi lavori.
Saunders continua ad esibirsi regolarmente alla settimana della moda di Londra sino al 2008, anno in cui decide di portare le proprie creazione alla settimana della moda di New York in una mossa che lo stesso stilista ha descritto come "una naturale progressione". Nel 2010 Saunders è ritornato alla settimana della moda di Londra.
Oltre a lavorare per il proprio marchio, Jonathan Saunders è direttore creativo della casa di moda con sede a Milano Pollini e ha progettato collezioni per le catene di grande distribuzione Target e Topshop.